# Richard Thomas (aktor)
Richard Earl Thomas (ur. 13 czerwca 1951 na Manhattanie) – amerykański aktor telewizyjny i filmowy, najlepiej znany jako dobrze się zapowiadający autor John-Boy Walton w serialu CBS The Waltons (Waltonowie). Występował też w serialu FX Zawód: Amerykanin (2013–2016).

## Życiorys

### Wczesne lata
Urodził się na Manhattanie w Nowym Jorku jako syn Richarda Scotta Thomasa (1925–2013) i Barbary (z domu Fallis). Jego rodzice byli tancerzami w New York City Ballet i prowadzili New York School of Ballet. Uczęszczał do The Allen Stevenson School, a następnie uczył się w McBurney School na Manhattanie. Studiował język chiński na Uniwersytecie Columbia.

### Kariera
Mając siedem lat trafił na Broadway w sztuce Sunrise at Campobello (1958) jako John Roosevelt, syn prezydenta USA Franklina Delano Roosevelta. Występował także w Los Angeles i Nowym Jorku w spektaklu Strona tytułowa (The Front Page, 1972) z Johnem Lithgow i Paulem Gleasonem.
W 1969 roku trafił na duży ekran jako Charley Capua, nastoletni syn gwiazdora wyścigów samochodowych (Paul Newman), w dramacie sportowym akcji Jamesa Goldstone’a Zwycięstwo (Winning) i dramacie Ostatnie lato (Last Summer). Popularność przyniosła mu rola Johna “Johna-Boya” Waltona Jr. w serialu CBS The Waltons (Waltonowie, 1972–77), za którą odebrał nagrodę Emmy (1973; do tej nagrody był też nominowany w 1974)  i był dwukrotnie nominowany do Złotego Globu (1974, 1975).

## Życie prywatne
14 lutego 1975 roku ożenił się z Almą Gonzales, z którą ma syna Richarda Francisco (ur. 1976) oraz trojaczki córki –  Barbarę Ayalę, Gweneth Gonzales i Pilar Almę (ur. 26 sierpnia 1981). W 1993 roku rozwiódł się. 20 listopada 1994 roku poślubił Georgianę Bischoff, z którą ma syna Montanę Jamesa Thomasa (ur. 28 lipca 1996). Ma także dwie córki wcześniejszych związków – Brooke Murphy i Kendrę Kneifel.

## Filmografia

### Filmy fabularne
- 1969: Zwycięstwo (Winning) jako Charley
- 1969: Ostatnie lato (Last Summer) jako Peter
- 1971: The Homecoming: A Christmas Story (TV) jako John-Boy Walton
- 1979: Na Zachodzie bez zmian (TV) jako Paul Baumer
- 1988: Podążaj w stronę światła (Go Toward the Light, TV) jako Greg Madison
- 1999: Historia z domku na prerii (TV) jako Charles Ingalls
- 2000: Cudowni chłopcy (Wonder Boys) jako Walter Gaskell
- 2001: Poczta serc (The Miracle of the Cards, TV) jako dr Neal Kassell
- 2002: Powrót Anny (Anna’s Dream, TV) jako Rod Morgan
- 2009: Zdobyć Woodstock (Taking Woodstock) jako duchowny Don Darren Pettie

### Seriale TV
- 1961: The Edge of Night jako Ben Schultz Jr.
- 1966–67: As the World Turns jako Thomas Christopher Hughes #4
- 1970: Bonanza jako Billy
- 1972–77: The Waltons (Waltonowie) jako John-Boy Walton (także reżyser)
- 1979: Korzenie: Następne pokolenia (Roots: The Next Generations) jako Jim Warner
- 1990: Opowieści z krypty (Tales from the Crypt) jako pan Trask
- 1990: To jako Bill Denbrough
- 1995: Po tamtej stronie (The Outer Limits) jako dr Stephen Ledbetter
- 1996: Świat według Dave’a (Dave's World) w roli samego siebie
- 1997-98: Podróż do Ziemi Obiecanej (Promised Land) jako Joe Greene
- 1997–98: Dotyk anioła (Touched by an Angel) jako Joe Greene
- 1999: Kancelaria adwokacka (The Practice) jako Walter Arens
- 2001: Prawo i porządek: sekcja specjalna jako Daniel Varney
- 2009: Prawo i porządek jako Roger Jenkins
- 2011: Partnerki (Rizzoli & Isles) jako prof. Dwayne Cravitz
- 2013: Prawo i porządek: sekcja specjalna jako Nat Randolph
- 2013: Białe kołnierzyki jako William Wolcott
- 2013–2016: Zawód: Amerykanin (The Americans) jako Frank Gaad
- 2014: Żona idealna jako Ed Pratt
- 2016: Chicago PD jako Adam Ames
- 2016: Elementary jako Mitch Barrett
- 2016: Conviction jako Earl Slavitt
- 2017: Billions jako Sanford Bensinger